# Championnats du monde de biathlon 1983
Les Championnats du monde de biathlon 1983 se tiennent du 23 au 26 février 1983 à Antholz-Anterselva (Italie), qui a déjà organisé la compétition en 1975 et 1976. C'est la dernière fois que les championnats du monde de biathlon concernent uniquement les hommes, la première édition féminine aura en effet lieu en 1984.

## Les résultats
| Épreuve                          | Or                                                                             | Argent                                                                           | Bronze                                                        |
| 26 février : Sprint 10 km H      | Eirik Kvalfoss                                                                 | Peter Angerer                                                                    | Alfred Eder                                                   |
| 23 février : 20 km individuel H  | Frank Ullrich                                                                  | Frank-Peter Roetsch                                                              | Peter Angerer                                                 |
| 27 février : Relais 4 × 7,5 km H | Union soviétique Algimantas Šalna Yuri Kachkarov Petr Miloradov Sergei Buligin | Allemagne de l'Est Frank Ullrich Mathias Jung Matthias Jacob Frank-Peter Roetsch | Norvège Kjell Søbak Eirik Kvalfoss Odd Lirhus Øivind Nerhagen |

## Le tableau des médailles
| Médailles | Pays                 | Or | Argent | Bronze | Ensemble |
| --------- | -------------------- | -- | ------ | ------ | -------- |
| 1         | Allemagne de l'Est   | 1  | 2      | 0      | 3        |
| 2         | Norvège              | 1  | 0      | 1      | 2        |
| 3         | Union soviétique     | 1  | 0      | 0      | 1        |
| 4         | Allemagne de l'Ouest | 0  | 1      | 1      | 2        |
| 4         | Autriche             | 0  | 0      | 1      | 1        |